# Walter Moyano
Raymundo Walter Moyano Echevarren (San Ramón, 26 december 1933) is een Uruguayaans voormalig wielrenner. Zijn bijnaam luidde "El Rey" (de koning). Hij won vijf keer de Ronde van Uruguay en nam ook enkele malen deel aan de Pan-Amerikaanse Spelen. In 1956 vertegenwoordigde hij Uruguay op de Olympische Zomerspelen.

## Palmares
1957
- Eindklassement Ronde van Uruguay

1960
- Eindklassement Ronde van Uruguay

1963
- Eindklassement Ronde van Uruguay

1964
- Eindklassement Ronde van Uruguay

1969
- Eindklassement Ronde van Uruguay